# Nazionale maschile di calcio della Papua Nuova Guinea
La nazionale di calcio della Papua Nuova Guinea è la rappresentativa calcistica nazionale della Papua Nuova Guinea negli incontri di calcio a livello internazionale. È affiliata all'OFC dal 1966 a alla FIFA dal 1963.
Occupa il 159º posto del ranking FIFA.

## Storia

### Primo quindicennio (1963-1978)
La Papua Nuova Guinea esordì ai Giochi del Sud Pacifico 1963 contro Figi, da cui fu battuta per 3-1 ed eliminata. Ai Giochi del Sud Pacifico 1966 giunse a disputare la finale per il terzo posto, persa contro le Nuove Ebridi. Nell'edizione del 1969 del torneo sconfisse per 2-1 Figi e ottenne la medaglia di bronzo.
Ai Giochi del Sud Pacifico 1971, dopo aver eliminato la Nuova Caledonia, fu sconfitta per 8-1 da Tahiti nella finale per il bronzo. Quattro anni dopo, ai Giochi del Sud Pacifico 1975, fu eliminata nella fase a gironi da Tahiti e Nuova Caledonia .

### La Coppa d'Oceania 1980 e il bronzo ai Giochi del Sud Pacifico 1987 (1979-1995)
Ai Giochi del Sud Pacifico 1979 la Papua Nuova Guinea fu eliminata ai quarti di finale, sconfitta per 3-2 dalle Isole Salomone, e nella prima fase del torneo di consolazione fu battuta per 2-0 dalle Nuove Ebridi. Nella Coppa d'Oceania 1980 sconfisse le Nove Ebridi, ma perse contro l'Australia e la Nuova Caledonia, uscendo dopo la fase a gruppi.
Ai Giochi del Sud Pacifico 1983 arrivò quarta, sconfitta nella finale per il terzo posto dalla Nuova Caledonia. Nell'edizione del 1987 della competizione ottenne la medaglia di bronzo, sconfiggendo nella finale per la terza posizione Vanuatu per 3-1. Arrivarono poi due eliminazioni nella prima fase, nel 1991 e nel 1995.

### Alti e bassi (1996-2012)
Dopo aver mancato tre fasi finali della Coppa d'Oceania a causa dei brutti risultati in Coppa Melanesia, Papua Nuova Guinea si qualificò per la Coppa d'Oceania 2002. Ottenne solo un punto grazie ad un pari a reti inviolate contro le Isole Salomone e uscì al primo turno. Ai Giochi del Sud Pacifico 2003 ottenne quattro punti in cinque partite, rimanendo fuori dalle semifinali.
La mancata partecipazione ai Giochi del Sud Pacifico 2007 precluse a Papua la possibilità di competere per la Coppa d'Oceania 2008. Ai Giochi del Sud Pacifico 2011 fu eliminata a causa di una peggiore differenza reti rispetto a quella di Tahiti, con cui giunse a pari punti. Nella Coppa d'Oceania 2012 pareggiò con Figi e perse contro le Isole Salomone e la Nuova Zelanda, uscendo dopo la fase a gironi.

### Progressi (2013-oggi)
Nella Coppa d'Oceania 2016 Papua Nuova Guinea, nazione ospitante, ottenne il miglior piazzamento della propria storia, il secondo posto. Nella fase a gruppi pareggiò per 1-1 contro la Nuova Caledonia, per 2-2 contro Tahiti e vinse per 8-0 contro Samoa. In semifinale sconfisse per 2-1 le Isole Salomone, giungendo così a disputare la finale contro la Nuova Zelanda, che prevalse ai tiri di rigore dopo lo 0-0 dei tempi regolamentari. David Muta fu eletto miglior giocatore della competizione e Raymond Gunemba fu il miglior marcatore del torneo con 5 gol. 
Nelle qualificazioni al campionato del mondo 2018 la squadra ottenne solo 3 punti, grazie alla vittoria per 2-1 contro Tahiti, e si piazzò ultima nel girone.
Nella Coppa delle nazioni oceaniane 2024 viene eliminata alla fase a gironi.

## Partecipazioni al campionato del mondo
- dal 1930 al 1994: Non partecipante
- 1998: Non qualificata
- 2002: Non partecipante
- 2006: Non qualificata
- 2010: Non partecipante
- dal 2014 al 2026: Non qualificata

## Partecipazioni alla coppa delle nazioni oceaniane
- 1973: Non partecipante
- 1980: Primo turno
- dal 1996 al 2000: Non qualificata
- 2002: Primo turno
- 2004: Non qualificata
- 2008: Non partecipante
- 2012: Primo turno
- 2016: Secondo posto
- 2024: Primo turno

## Partecipazioni ai Giochi del Pacifico
- 1963: Primo turno
- 1966: Quarto posto
- 1969: Terzo posto
- 1971: Quarto posto
- 1975: Primo turno
- 1979: Quarti di finale
- 1983: Quarto posto
- 1987: Terzo posto
- 1991: Primo turno
- 1995: Primo turno
- 2003: Primo turno
- 2007: Non partecipante
- 2011: Primo turno
- 2015: Vincitore

## Tutte le rose

### Coppa d'Oceania
Coppa d'Oceania 20021 Posman, 2 Aisa, 3 Enoch, 4 Somasi, 5 Komboi, 6 Fred, 7 Sow, 8 Malus, 9 Daniel, 10 Davani, 11 Elizah, 12 Lohai, 13 Piawari, 14 Moiyap, 15 Kamake, 16 Tomda, 17 Gule, 18 Wangu, 19 Mali, 20 Aua, CT: Cain
Coppa d'Oceania 20121 Kalai, 2 Iaravai, 3 Nelson, 4 Joe, 5 Jampu, 6 Kini, 7 Gunemba, 8 Foster, 9 Jack, 10 Davani, 11 Bondaluke, 12 Muta, 13 Lepani, 14 Hans, 15 Seeto, 16 Yasasa, 17 Wasi, 18 Komeng, 19 Upaiga, 20 Baniau, 21 Conn, 22 Wama, 23 Kawik, CT: Farina
Coppa d'Oceania 20161 Pole, 2 Joe, 3 Nelson, 4 A. Komolong, 5 F. Komolong, 6 Aisa, 7 Gunemba, 8 Foster, 9 Dabinyaba, 10 Bika, 11 Wama, 12 Muta, 13 Bala, 14 Simon, 15 Steven, 16 Yasasa, 17 Sabua, 18 Semmy, 19 Upaiga, 20 Warisan, 21 Campbell, 22 Kusunan, 23 Kalai, CT: Serritslev
Coppa d'Oceania 20241 Tomare, 2 Joe, 3 Haro, 4 A. Komolong, 5 F. Komolong, 6 A. Kepo, 7 Yumange, 8 Faunt, 10 K. Kepo, 11 Yasasa, 12 Ben, 13 Semmy, 14 Simon, 15 Tateng, 16 Paul, 17 Arah, 18 Tiampo, 21 Dobbin, 24 Atterwell, 25 Rani, 26 Diho, 27 Koniel, 28 Warisan, CT: Moon

## Rosa
Lista dei giocatori convocati per i Giochi del Pacifico 2019.
| 20 | P | Ronald Warisan  | 20 settembre 1989 | 18 | 0  | Lae City                 |  |  |
| 1  | P | Ishmael Pole    | 25 gennaio 1993   | 1  | 0  | Hekari United            |  |  |
|    |   |                 |                   |    |    |                          |  |  |
| 19 | D | Koriak Upaiga   | 13 giugno 1987    | 19 | 2  | Hekari United            |  |  |
| 5  | D | Felix Komolong  | 6 marzo 1997      | 19 | 0  | Lae City                 |  |  |
| 2  | D | Daniel Joe      | 29 maggio 1990    | 17 | 0  | Hekari United            |  |  |
| 4  | D | Alwin Komolong  | 2 novembre 1994   | 16 | 0  | Lae City                 |  |  |
| 3  | D | Joshua Talau    | 19 aprile 1996    | 3  | 0  | Vitiaz United            |  |  |
| 12 | D | Shane Sakael    | 31 dicembre 1992  | 1  | 0  | Hekari United            |  |  |
| 23 | D | Langarap Samol  | 21 luglio 1989    | 1  | 0  | Hekari United            |  |  |
| 15 | D | Dinniget Luaine | 16 maggio 2000    | 0  | 0  | Kutubu                   |  |  |
|    |   |                 |                   |    |    |                          |  |  |
| 8  | C | Michael Foster  | 5 settembre 1985  | 27 | 7  | Hekari United (Capitano) |  |  |
| 14 | C | Emmanuel Simon  | 25 dicembre 1992  | 19 | 4  | Lae City                 |  |  |
| 17 | C | Jacob Sabua     | 25 agosto 1994    | 15 | 0  | Lae City                 |  |  |
| 6  | C | Patrick Aisa    | 6 luglio 1994     | 12 | 3  | Hekari United            |  |  |
| 22 | C | Kolu Kepo       | 15 luglio 1993    | 6  | 4  | Hekari United            |  |  |
| 18 | C | Gregory Togubai | 22 marzo 1998     | 2  | 0  | Hekari United            |  |  |
|    |   |                 |                   |    |    |                          |  |  |
| 7  | A | Raymond Gunemba | 4 giugno 1986     | 21 | 11 | Hekari United            |  |  |
| 9  | A | Nigel Dabinyaba | 26 ottobre 1992   | 19 | 8  | Hekari United            |  |  |
| 13 | A | Tommy Semmy     | 30 settembre 1994 | 10 | 3  | Hamilton Wanderers       |  |  |
| 11 | A | Atti Kepo       | 15 gennaio 1996   | 4  | 1  | Hekari United            |  |  |
| 10 | A | David Browne    | 27 dicembre 1995  | 3  | 0  | HJK                      |  |  |
| 21 | A | Alex Kamen      | 26 agosto 1993    | 1  | 2  | Morobe United            |  |  |
| 16 | A | Jonathan Allen  | 3 gennaio 2000    | 1  | 0  | Vitiaz United            |  |  |

## Commissari tecnici
- Mauro De Vecchis (2005-2006)